# Mètode de variació dels paràmetres
En matemàtiques, la variació dels paràmetres és una tècnica usada per resoldre certes equacions diferencials ordinàries de segon ordre no homogènies. La variació de paràmetres no és una tècnica molt comuna en el camp de les matemàtiques pures, però és una eina útil en enginyeria.

## Tècnica
Donada una equació diferencial de la forma
{\displaystyle u''+p(x)u'+q(x)u=f(x)\,}
es defineix l'operador lineal 
{\displaystyle L=D^{2}+p(x)D+q(x)\,}
on D representa l'operador diferencial. S'ha de resoldre, doncs, l'equació {\displaystyle Lu(x)=f(x)} per {\displaystyle u(x)}, on {\displaystyle L} i {\displaystyle f(x)} són conegudes.
Suposant que es tenen dues solucions linealment independents per l'equació diferencial donada, u1 i u₂. Sigui W el Wronskià d'aquestes dues funcions, i W sigui diferent de zero (les solucions són linealment independents).
Es busca la solució general a l'equació diferencial {\displaystyle u_{G}(x)} que serà de la forma
{\displaystyle u_{G}(x)=A(x)u_{1}(x)+B(x)u_{2}(x).\,}
Aquí, {\displaystyle A(x)} i {\displaystyle B(x)} són desconegudes, i {\displaystyle u_{1}(x)} i {\displaystyle u_{2}(x)} són les solucions de l'equació homogènia. Es pot observar que si {\displaystyle A(x)} i {\displaystyle B(x)} són constants, llavors {\displaystyle Lu_{G}(x)=0}. És desitjable que A=A(x) i B=B(x) siguin de la forma 
{\displaystyle A'(x)u_{1}(x)+B'(x)u_{2}(x)=0.\,}
Ara,
{\displaystyle u_{G}'(x)=(A(x)u_{1}(x)+B(x)u_{2}(x))'=(A(x)u_{1}(x))'+(B(x)u_{2}(x))'\,}
{\displaystyle =A'(x)u_{1}(x)+A(x)u_{1}'(x)+B'(x)u_{2}(x)+B(x)u_{2}'(x)\,}
{\displaystyle =A'(x)u_{1}(x)+B'(x)u_{2}(x)+A(x)u_{1}'(x)+B(x)u_{2}'(x)\,}
i com que cal la condició de sobre, llavors es té que 
{\displaystyle u_{G}'(x)=A(x)u_{1}'(x)+B(x)u_{2}'(x)\,}
Derivant un altre cop (i ometent passos intermedis)
{\displaystyle u_{G}''(x)=A(x)u_{1}''(x)+B(x)u_{2}''(x)+A'(x)u_{1}'(x)+B'(x)u_{2}'(x)\,}
Ara es pot escriure l'acció de L sobre uG com a
{\displaystyle Lu_{G}=A(x)Lu_{1}(x)+B(x)Lu_{2}(x)+A'(x)u_{1}'(x)+B'(x)u_{2}'(x)\,}
Com que u1 i u₂ són solucions, llavors
{\displaystyle Lu_{G}=A'(x)u_{1}'(x)+B'(x)u_{2}'(x)\,}
Es té el sistema d'equacions
{\displaystyle {\begin{pmatrix}u_{1}(x)&u_{2}(x)\\u_{1}'(x)&u_{2}'(x)\end{pmatrix}}{\begin{pmatrix}A'(x)\\B'(x)\end{pmatrix}}={\begin{pmatrix}0\\f\end{pmatrix}}}
Desenvolupant, 
{\displaystyle {\begin{pmatrix}A'(x)u_{1}(x)+B'(x)u_{2}(x)\\A'(x)u_{1}'(x)+B'(x)u_{2}'(x)\end{pmatrix}}={\begin{pmatrix}0\\f\end{pmatrix}}}
Per tant, el sistema de sobre determina les condicions
{\displaystyle A'(x)u_{1}(x)+B'(x)u_{2}(x)=0\,}
{\displaystyle A'(x)u_{1}'(x)+B'(x)u_{2}'(x)=Lu_{G}=f\,}
Es troben A(x) i B(x) d'aquestes condicions, per tant, donades
{\displaystyle {\begin{pmatrix}u_{1}(x)&u_{2}(x)\\u_{1}'(x)&u_{2}'(x)\end{pmatrix}}{\begin{pmatrix}A'(x)\\B'(x)\end{pmatrix}}={\begin{pmatrix}0\\f\end{pmatrix}}}
es pot resoldre per (A′(x), B′(x))T, i per tant
{\displaystyle {\begin{pmatrix}A'(x)\\B'(x)\end{pmatrix}}={\begin{pmatrix}u_{1}(x)&u_{2}(x)\\u_{1}'(x)&u_{2}'(x)\end{pmatrix}}^{-1}{\begin{pmatrix}0\\f\end{pmatrix}}}
{\displaystyle ={1 \over W}{\begin{pmatrix}u_{2}'(x)&-u_{2}(x)\\-u_{1}'(x)&u_{1}(x)\end{pmatrix}}{\begin{pmatrix}0\\f\end{pmatrix}}}
Finalment,
{\displaystyle A'(x)=-{1 \over W}u_{2}(x)f(x),\;B'(x)={1 \over W}u_{1}(x)f(x)}
{\displaystyle A(x)=-\int {1 \over W}u_{2}(x)f(x)\,dx,\;B(x)=\int {1 \over W}u_{1}(x)f(x)\,dx}
Mentre les equacions homogènies són relativament fàcils de resoldre, aquest mètode permet el càlcul dels coeficients de la solució general de l'equació particular i, per tant, es pot determinar la solució general completa.
Cal tenir en compte que {\displaystyle A(x)} i {\displaystyle B(x)} es determinen per només una constant arbitràries addicional (la constant d'integració); es podrien esperar dues constants d'integració perquè l'equació original era de segon ordre. Afegir una constant a {\displaystyle A(x)} o a {\displaystyle B(x)} no canvia el valor de {\displaystyle Lu_{G}(x)} perquè {\displaystyle L} és lineal.

## Exemple d'ús
Donada l'equació diferencial 
{\displaystyle y''+4y'+4y=\cosh {x}\;\!}
Es vol trobar la solució general de l'equació, això és, trobar solucions a l'equació diferencial homogènia
{\displaystyle y''+4y'+4y=0\;\!}
Traiem l'equació característica
{\displaystyle \lambda ^{2}+4\lambda +4=(\lambda +2)^{2}=0\;\!}
{\displaystyle \lambda =-2,-2\;\!}
Com que hi ha una arrel repetida, s'ha d'introduir un factor de x a una solució per assegurar que siguin linealment independents.
S'obtenen, doncs, u1=e-2x, i u₂=xe-2x. El Wronskià d'aquestes dues funcions és 
{\displaystyle {\begin{vmatrix}e^{-2x}&xe^{-2x}\\-2e^{-2x}&-e^{-2x}(2x-1)\\\end{vmatrix}}=-e^{-2x}e^{-2x}(2x-1)+2xe^{-2x}e^{-2x}}
{\displaystyle =-e^{-4x}(2x-1)+2xe^{-4x}=(-2x+1+2x)e^{-4x}=e^{-4x}\;\!}
Es busquen les funcions A(x) i B(x) tal que A(x)u1+B(x)u₂ sigui una solució general de l'equació particular. Només queda calcular les integrals
{\displaystyle A(x)=-\int {1 \over W}u_{2}(x)f(x)\,dx,\;B(x)=\int {1 \over W}u_{1}(x)f(x)\,dx}
això és,
{\displaystyle A(x)=-\int {1 \over e^{-4x}}xe^{-2x}\cosh {x}\,dx=-\int xe^{2x}\cosh {x}\,dx=-{1 \over 18}e^{x}(9(x-1)+e^{2x}(3x-1))+C_{1}}
{\displaystyle B(x)=\int {1 \over e^{-4x}}e^{-2x}\cosh {x}\,dx=\int e^{2x}\cosh {x}\,dx={1 \over 6}e^{x}(3+e^{2x})+C_{2}}
on {\displaystyle C_{1}} i {\displaystyle C_{2}} són constants d'integració.